# Testimony: Vol. 1, Life & Relationship
Testimony: Vol. 1, Life & Relationship é um álbum de India.Arie, lançado em 2006.